# Apanteles contextus
Apanteles contextus är en stekelart som först beskrevs av Imhof och Jonas David Labram 1836.  Apanteles contextus ingår i släktet Apanteles och familjen bracksteklar. Inga underarter finns listade i Catalogue of Life.